# Consulta van Lyon

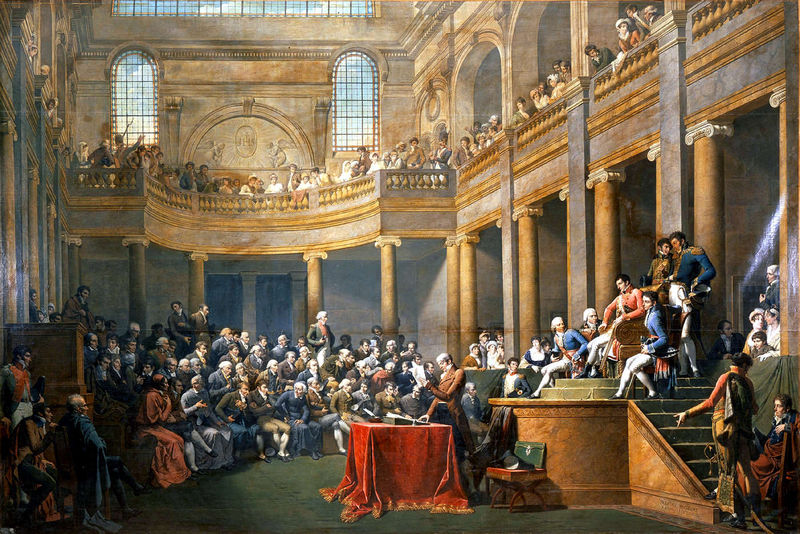
Consulta in de Heilige Drievuldigheidskapel van Lyon

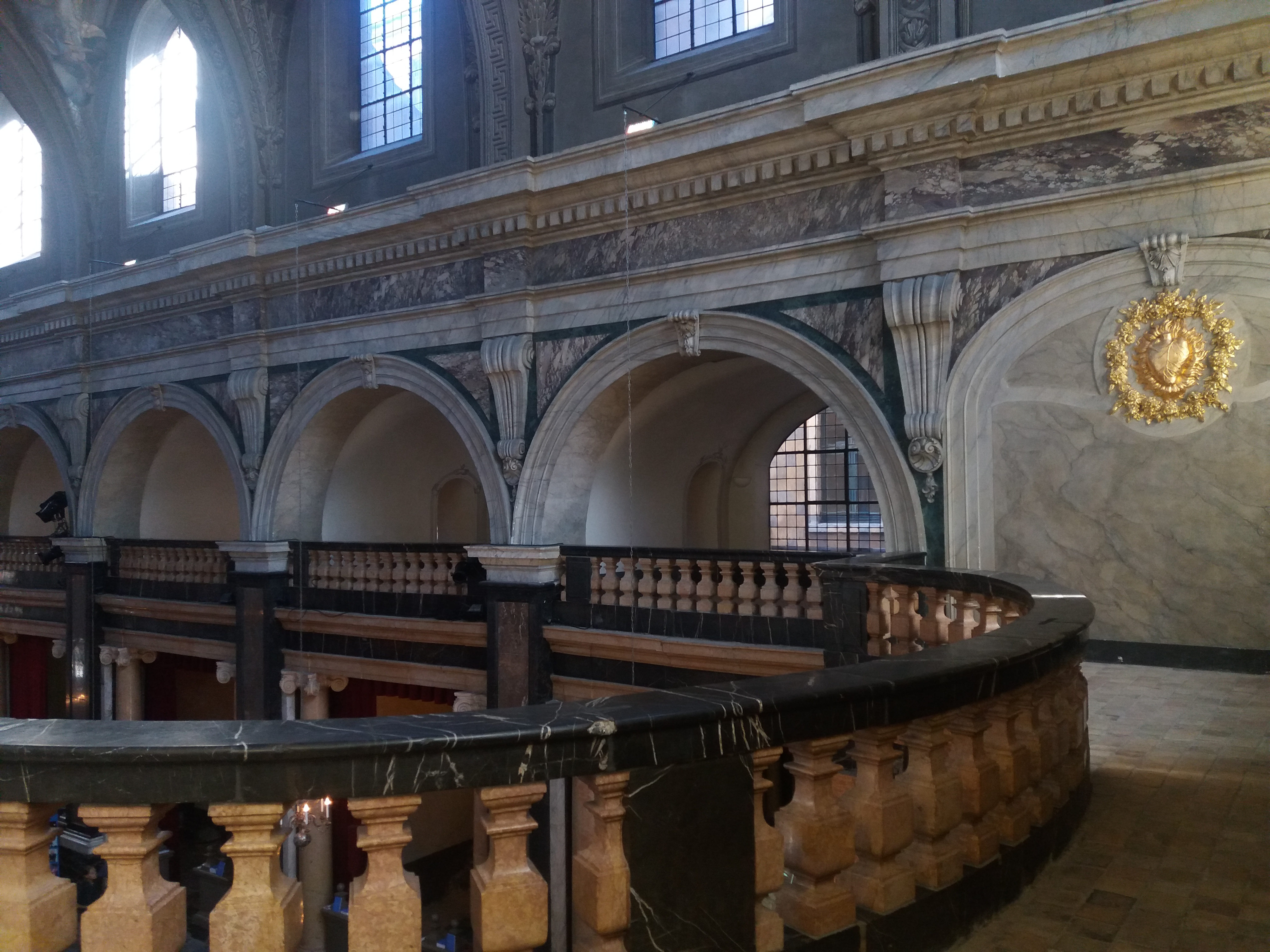
Heilige Drievuldigheidskapel van Lyon

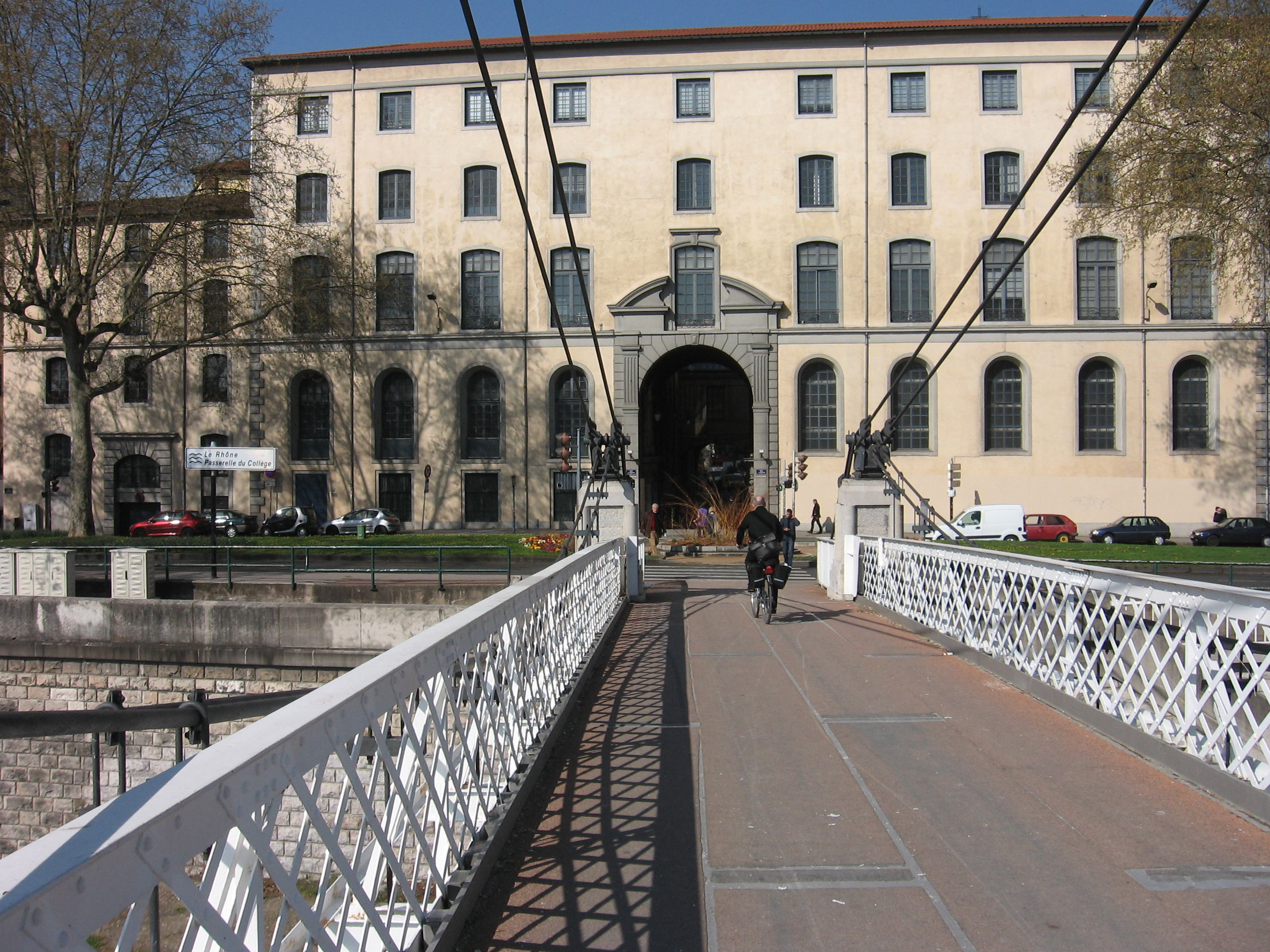
Voormalig Jezuïetencollege van Lyon

De Consulta van Lyon had plaats van 11 tot 26 januari 1802 in Lyon.
Zij was de constituante van de Cisalpijnse Republiek, een Italiaanse vazalstaat van Frankrijk. Zij riep, onder enthousiasme van de Italiaanse notabelen, de Republiek Italië uit. De nieuwe grondwet leunde aan bij de Franse Grondwet van het jaar VIII, namelijk deze van het Consulaat. 
De wetgevende vergadering vond plaats in de kapel van het afgeschafte Jezuïetencollege van Lyon. De naam van de kapel is de Heilige Drievuldigheidskapel.
In de Consulta waren 440 aanwezigen. Het ging om edelen, juristen, politici en geestelijken uit de Cisalpijnse Republiek. Zij keurden de grondwet goed, na de toespraak van Napoleon Bonaparte in het Italiaans uitgesproken. Voor Frankrijk waren onder meer Talleyrand en Joséphine de Beauharnais, de echtgenote van Napoleon aanwezig, alsook Napoleon zelf. De nieuwe grondwet van Italië betekende een administratieve eenmaking van quasi geheel Noord-Italië (uitzondering voor de Ligurische Republiek, de republiek Venetië en het hertogdom Parma). Andere nieuwigheden waren de oprichting van een gendarmerie, een eigen vlag voor Italië en een president. Dit laatste eigende Napoleon Bonaparte, eerste consul van Frankrijk, zichzelf toe voor een periode van 10 jaar. Vice-president werd Francesco Melzi d’Eril, graaf van Magenta en hertog van Lodi; hij verbleef in Milaan. 

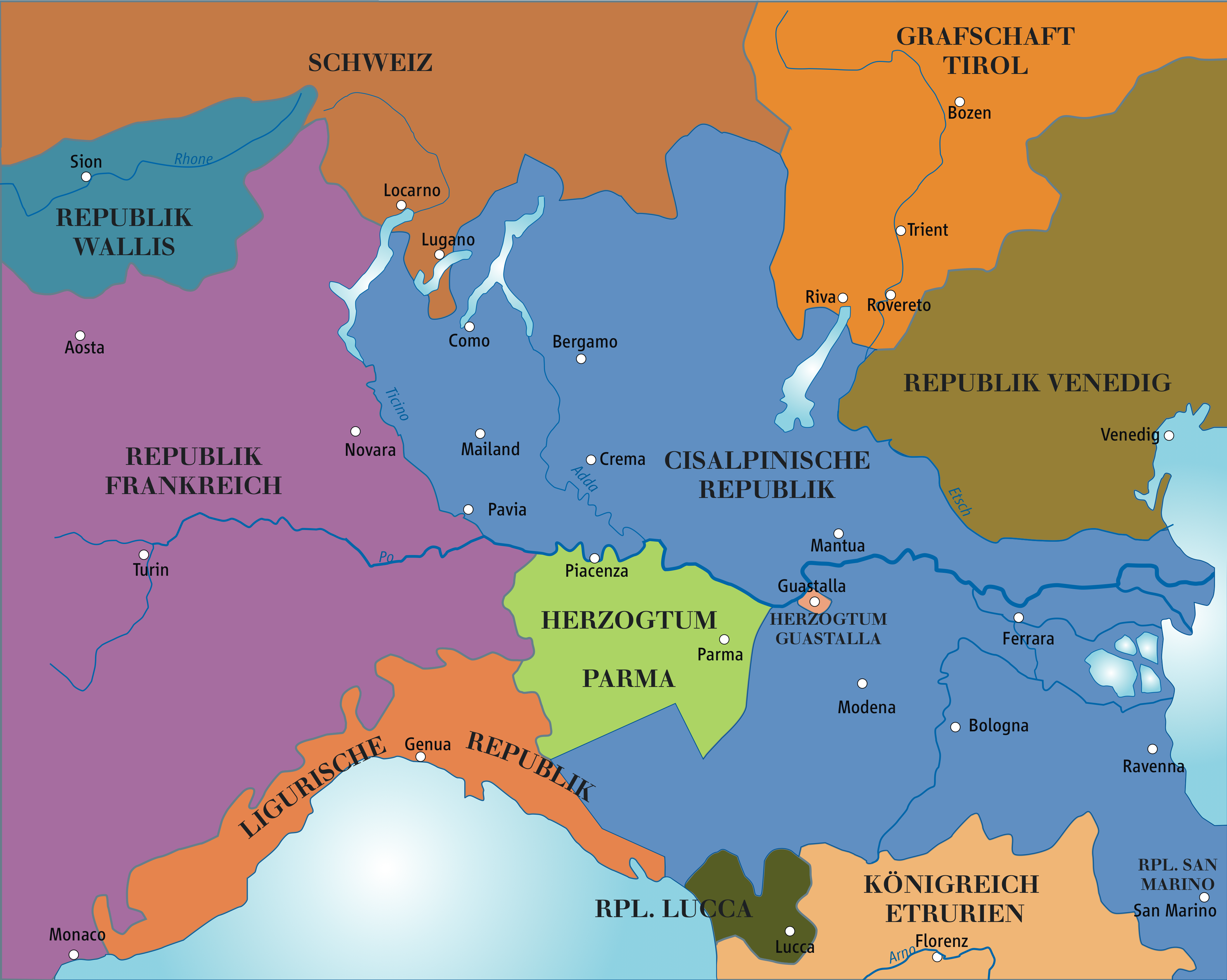
Cisalpijnse Republiek / Italiaanse Republiek in blauw

De grondwet voorzag eveneens in staatssecretarissen, handelskamers in de grote steden en de invoering van het metrisch stelsel. Milaan kreeg een belangrijke rol toebedeeld, zowel politiek als commercieel. Er volgde een concordaat tussen de Italiaanse Republiek en de Heilige Stoel (1802), in navolging van het Concordaat van 15 juli 1801 tussen Frankrijk en de Heilige Stoel.